# Cyrtandra kruegeri
Cyrtandra kruegeri är en tvåhjärtbladig växtart som beskrevs av Franz Reinecke. Cyrtandra kruegeri ingår i släktet Cyrtandra och familjen Gesneriaceae. Inga underarter finns listade i Catalogue of Life.